# Catelyn Stark
Catelyn Stark, kallad Cat av familj och nära vänner, är en fiktiv karaktär i fantasyromanserien Sagan om is och eld av den amerikanska författaren George R.R. Martin, och dess TV-anpassning Game of Thrones. Hon är en viktig karaktär i de tre första romanerna. 
Catelyn, som introducerades i Kampen om järntronen (1996), är maka till Lord Eddard Stark från Vinterhed, mor till fem av hans barn Robb, Sansa, Arya, Bran och Rickon. Hon är fientligt inställd till sin mans oäkta son Jon Snow. Catelyn föddes i Huset Tully från Flodvattnet, som det äldsta barnet till Lord Hoster Tully och Minisa Whent, och har två yngre syskon, en syster som heter Lysa och en bror som heter Edmure.
I HBO:s serie Game of Thrones spelas Catelyn av skådespelerskan Michelle Fairley  Från början gick rollen som Catelyn till skådespelerskan Jennifer Ehle, men hon lämnade serien på grund av familjeskäl innan den första säsongen började. Fairleys tolkning av karaktären Catelyn har fått beröm från kritiker. På grund av att hon blev populär bland tittarna  blev många fans besvikna över att hon inte medverkade i seriens fjärde säsong, trots karaktärens uppståndelse i romanerna.

## Karaktärsbeskrivning
Catelyn Stark beskrivs som vacker med ljus hy, långt kastanjebrunt hår, blåa ögon, långa fingrar, höga kindben och enkelt klädd i Huset Starks grå färg, eller i rött och blått som är Huset Tullys, hennes fars hus, färger. Catelyn är stolt, stark, snäll och generös. Hon är politiskt insatt och styrs ofta av en önskan att skydda sina barn. 